# Крильон, Луи де
Луи́ де Бальб де Берто́н де Крийо́н (Крильо́н) (фр. Louis Des Balbes de Berton de Crillon; 1543 — 2 декабря 1615) — один из наиболее известных французских военачальников XVI века, которого Генрих IV называл смелым из смелых. Его храбрость стала нарицательной (фр. pends-toi, brave Crillon, on a vaincu sans toi). В его честь назван Крильонский полуостров о. Сахалин.

## Биография
Родился в местечке Мюр провинции Прованс (Королевство Франция). Обучался в Авиньоне. Ещё мальчиком, в 1557 году Крильон сделан мальтийским кавалером, офицером и адъютантом Клода де Гиза. В 1560-х годах он участвовал в ряде битв и был ранен. Отличился при осаде Кале и взятии Гина. Участвовал в подавлении Амбуазского заговора. Убеждённый католик, во время Гугенотских войн отличился в битвах при Дрё, Сен-Дени, Жарнаке и Монконтуре.

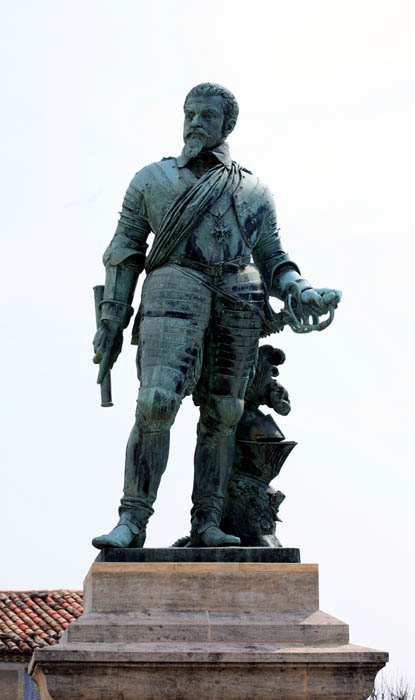
Памятник

После заключения Сен-Жерменского мира, Крильон перешёл на службу к Хуану Австрийскому и принимал участие в отражении турецкого вторжения в Европу, в частности, участвовал в Битве при Лепанто.
После резни святого Варфоломея, которую он открыто осуждал, принимал участие в осаде Ла-Рошели (1572—1573), где был ранен.
При Генрихе III, в 1580 году Крильон был назначен генерал-полковником (фр. colonel-général) всей французской пехоты (должность, специально для него учреждённая и упразднённая после его смерти). Сопровождал Генриха III в Польшу и был назначен им губернатором Лиона.
В войне с Лигой выступал на стороне короля. Принудил сдаться Ла-Фер, был назначен капитаном гвардейского полка и членом королевского совета. В 1586 году взял Прованс. В 1586 году он был снова ранен при взятии Ла-Рошели. Известен случай, когда Генрих III повелел Крильону убить герцога Гиза, но Крильон отказался выполнить такой недостойный дворянина приказ короля.
Генрих IV также весьма почитал Крильона, который участвовал во всех военных операциях его царствования. В 1600 году Крильон вместе с Сюлли командовал Савойской армией и овладел Шамбери, Эклюзом и Макмелианом. Генрих IV дал Крильону прозвище «brave des braves» и назвал «первым полководцем мира». Под конец жизни Крильон, страдая от ран, удалился в Авиньон, занялся там делами благотворительности, обнаружив экзальтированную религиозность, и умер 2 декабря 1615 года.

### В художественной литературе
- А. Дюма. «Графиня де Монсоро».

### Киновоплощения
- «Графиня де Монсоро» — 1971 год, (телесериал) Франция, режиссёр Янник Андреи, в роли Крильона Антуан Фонтейн.
- «Графиня де Монсоро» — 1997 год, Россия (телесериал), режиссёр Владимир Попков, в роли Крильона Олег Марусев.